# Cyperus uncinulatus
Cyperus uncinulatus är en halvgräsart som beskrevs av Heinrich Adolph Schrader och Christian Gottfried Daniel Nees von Esenbeck. Cyperus uncinulatus ingår i släktet papyrusar, och familjen halvgräs. Inga underarter finns listade i Catalogue of Life.